# Circondario di Kaiserslautern
Il circondario di Kaiserslautern (targa KL) è un circondario (Landkreis) della Renania-Palatinato, in Germania.
Comprende 3 città e 47 comuni.
La sede amministrativa si trova nella città extracircondariale di Kaiserslautern. Il centro maggiore è Landstuhl.

## Geografia antropica
Tra parentesi gli abitanti al 31 dicembre 2021, il capoluogo della comunità amministrativa è contrassegnato da un asterisco.

### Comunità amministrative (Verbandsgemeinde)
- Verbandsgemeinde Bruchmühlbach-Miesau, con i comuni:

1. Bruchmühlbach-Miesau * (7 826)
2. Gerhardsbrunn (174)
3. Lambsborn (703)
4. Langwieden (268)
5. Martinshöhe (1 475)

- Verbandsgemeinde Enkenbach-Alsenborn, con i comuni:

1. Enkenbach-Alsenborn * (7 064)
2. Fischbach (755)
3. Frankenstein (916)
4. Hochspeyer (4 686)
5. Mehlingen (3 879)
6. Neuhemsbach (925)
7. Sembach (1 143)
8. Waldleiningen (403)

- Verbandsgemeinde Landstuhl, con i comuni:

1. Bann (2 208)
2. Hauptstuhl (1 176)
3. Kindsbach (2 483)
4. Krickenbach (1 181)
5. Landstuhl, città * (8 356)
6. Linden (1 107)
7. Mittelbrunn (723)
8. Oberarnbach (422)
9. Queidersbach (2 809)
10. Schopp (1 486)
11. Stelzenberg (1 226)
12. Trippstadt (2 885

- Verbandsgemeinde Otterbach-Otterberg, con i comuni:

1. Frankelbach (298)
2. Heiligenmoschel (574)
3. Hirschhorn/Pfalz (758)
4. Katzweiler (1 895)
5. Mehlbach (1 097)
6. Niederkirchen (1 881)
7. Olsbrücken (1 058)
8. Otterbach (4 072)
9. Otterberg, città * (5 377)
10. Schallodenbach (856)
11. Schneckenhausen (549)
12. Sulzbachtal (439)

- Verbandsgemeinde Ramstein-Miesenbach, con i comuni:

1. Hütschenhausen (3 983)
2. Kottweiler-Schwanden (1 248)
3. Niedermohr (1 496)
4. Ramstein-Miesenbach, città * (8 057)
5. Steinwenden (2 423)

- Verbandsgemeinde Weilerbach, con i comuni:

1. Erzenhausen (772)
2. Eulenbis (506)
3. Kollweiler (553)
4. Mackenbach (2 087)
5. Reichenbach-Steegen (1 422)
6. Rodenbach (3 246)
7. Schwedelbach (1 109)
8. Weilerbach * (4 818)